# USI - CIT
L'Unione Sindacale Italiana - Confederación Internacional de los Trabajadores (abbreviata USI-CIT) è un'associazione sindacale italiana fondata nel 1983 come Unione Sindacale Italiana, riprendendo il nome della storica organizzazione sindacale. Inizialmente aveva aderito all'A.I.T. (Asociación Internacional de los Trabajadores), assumendo anche la denominazione Unione Sindacale Italiana - Associazione Internazionale dei Lavoratori (USI-AIT). Nel 2018 l'USI è uscita dall'AIT partecipando alla fondazione della CIT (Confederación Internacional de los Trabajadores), cambiando quindi il suo nome in "USI-CIT".

## Storia
Il nome riprende due storiche organizzazioni sindacali del primo Novecento: la neutralista Unione Sindacale Italiana e l'Associazione Internazionale dei Lavoratori.
Nel 1950, con la rottura dell'unità sindacale della CGIL, alcuni lavoratori costituirono l'USI celebrando un congresso nel 1953, che però, fino alla fine degli anni sessanta, fu realmente attiva solo in poche regioni italiane. Nel 1971 iniziò un nuovo periodo di stallo dell'USI, anche a causa della repressione che colpì alcuni suoi militanti, tra cui Giuseppe Pinelli della sezione Milano-Bovisa.
Nel nuovo clima politico della fine degli anni settanta l'USI riprese forza e organizzò un congresso nazionale (detto della riattivazione) ad Ancona, nel 1983.

### Il sindacato oggi
L'USI ha una struttura organizzativa basata sull'autogestione e sul federalismo di stampo libertario e orizzontalista, per l'auto-organizzazione dei lavoratori e contro ogni forma d'accentramento burocratico. A tal fine solo le assemblee (e il Congresso Nazionale a livello nazionale) sono deliberative, mentre gli organi eletti sono meramente esecutivi, avendo il solo compito d'applicare le decisioni deliberate in fase assembleare. Rifiuta inoltre ogni apparentamento politico, compresa la candidatura di suoi esponenti a ruoli di potere pubblico, caso per cui è prevista l'espulsione.
Mentre, fedele ai principi dell'anarco-sindacalismo e del sindacalismo rivoluzionario, la prospettiva in cui si muove rimane quella della costruzione di una società socialista libertaria, tra i suoi obiettivi immediati vi sono la riduzione dell'orario di lavoro a parità di salario, un reddito minimo garantito per i disoccupati, la difesa della sanità, dell'istruzione e della previdenza pubblica, la smilitarizzazione del paese.